# ديبورا إليس
ديبورا إليس هي كاتِبة وكاتبة للأطفال كندية، ولدت في 7 أغسطس 1960 في كوتشران في كندا.

## وصلات خارجية
- الموقع الرسمي